# داکوال (ویرجینیای غربی)
داکوال (به انگلیسی: Duckwall) یک منطقهٔ مسکونی در ایالات متحده آمریکا است که در شهرستان مورگان، ویرجینیای غربی واقع شده‌است.